# ای‌ای‌آی کورپوریشن ایروسوند

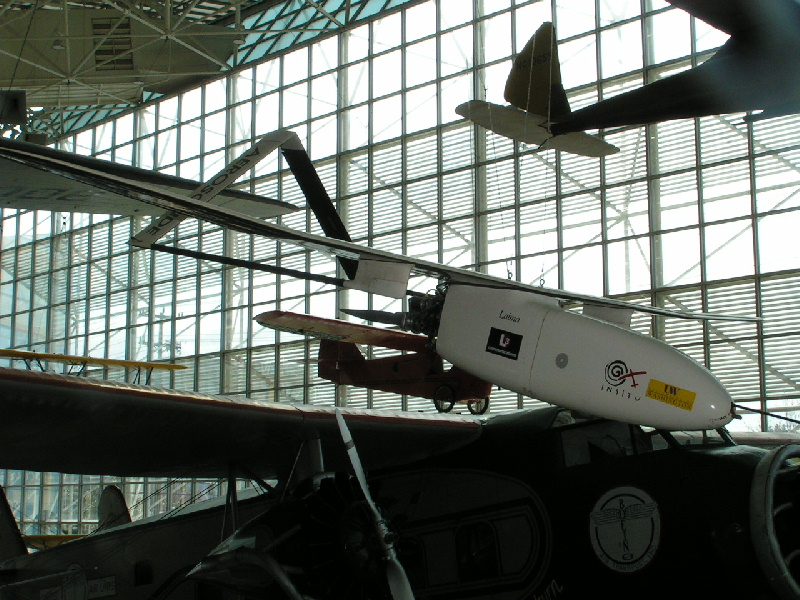

ایروسوند، یک پهپاد کوچک است که برای جمع آوری اطلاعات هوایی چون دمای هوا، فشار اتمسفر، رطوبت هوا و باد در بالای سطح اقیانوسها و مناطق دوردست، مورد استفاده قرار می گیرد.این پهپاد توسط شرکت اینسیتو ایجاد شده و اکنون توسط شرکت ایروسوند ال تی دی، تولید می شود.ایروسوند، از موتور اصلاح شده انیا آر۱۲۰، بهره گیری می‌کند و با خود یک رایانهٔ کوچک، تجهیزات هواشناسی و جی پی اس حمل می کند.